# Rhamphichthys longior
Rhamphichthys longior är en fiskart som beskrevs av Triques, 1999. Rhamphichthys longior ingår i släktet Rhamphichthys och familjen Rhamphichthyidae. Inga underarter finns listade i Catalogue of Life.